# Pelves
Pelves est une commune française située dans le département du Pas-de-Calais en région Hauts-de-France. Ses habitants sont appelés les Pelvois. La commune est membre de la communauté de communes Osartis Marquion.
La commune fait partie de la région naturelle, la Pévèle.

## Géographie

### Localisation
Localisée dans le sud-est du département du Pas-de-Calais dans la région naturelle de la Pévèle, Pelves est une commune, bordée par la Scarpe canalisée, située, à vol d'oiseau, à 6 km au sud-ouest de la commune de Vitry-en-Artois et à 10 km à l'est de la commune d'Arras (aire d'attraction, chef-lieu d'arrondissement et préfecture du Pas-de-Calais).
Le territoire de la commune est limitrophe de ceux de sept communes.
Les communes limitrophes sont  Biache-Saint-Vaast, Boiry-Notre-Dame, Fampoux, Hamblain-les-Prés, Monchy-le-Preux, Plouvain et Rœux.

### Géologie et relief
La superficie de la commune est de 6,6 km2 ; son altitude varie de 42  à   99 m.

### Hydrographie
Le territoire de la commune est situé dans le bassin Artois-Picardie.
La commune est traversée par la Scarpe canalisée, cours d'eau d'une longueur de 67 km, qui prend sa source dans la commune d'Arras et se jette dans L'Escaut canalisée au niveau de la commune de Mortagne-du-Nord dans le département du Nord, et par le Trinquis, cours d’eau non navigable de 9,76 km, qui prend sa source dans la commune de Rœux et se jette dans la Sensée au niveau de la commune d’Étaing.

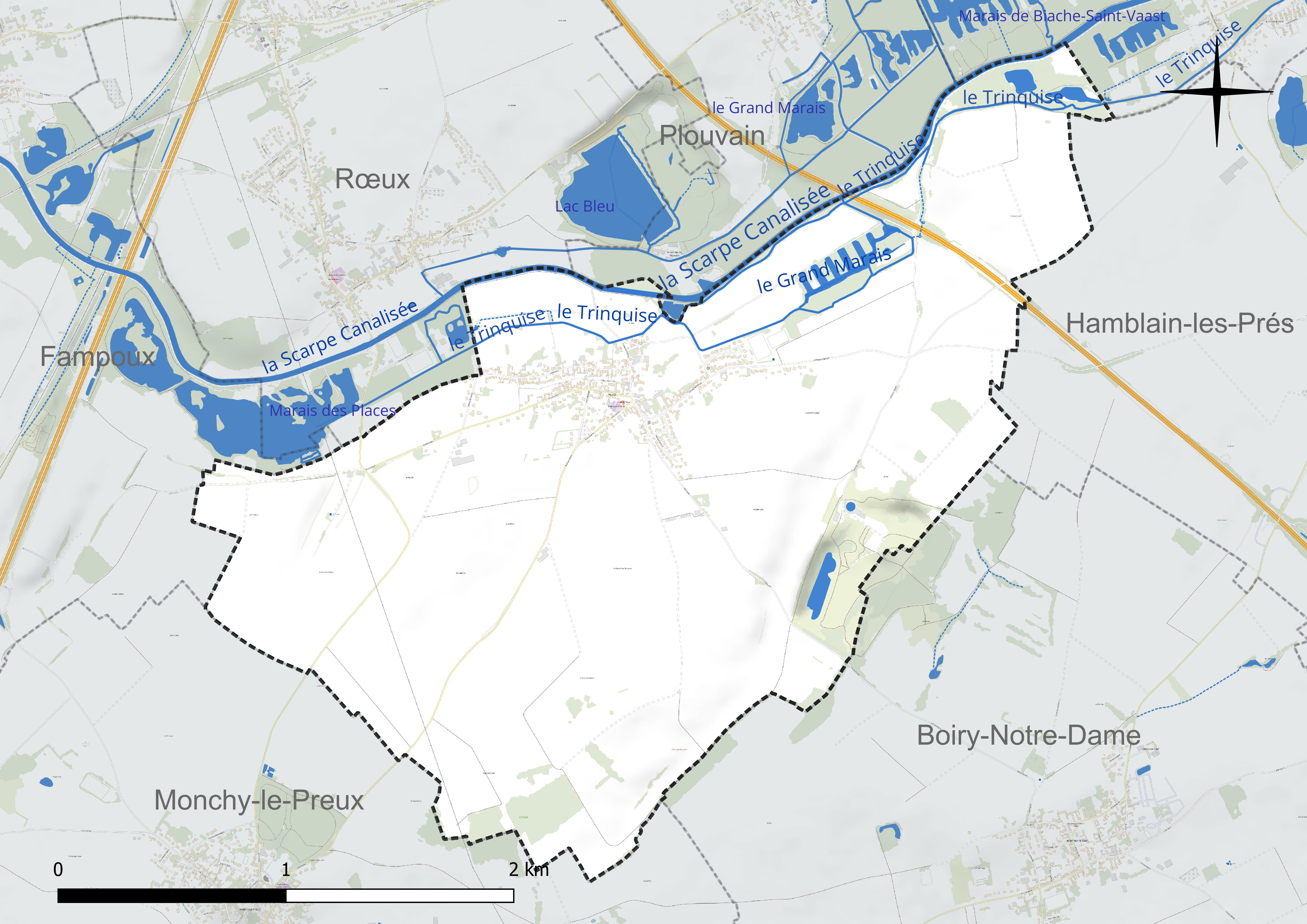
Réseau hydrographique de Pelves.

### Climat
Pour des articles plus généraux, voir Climat des Hauts-de-France et Climat du Nord-Pas-de-Calais.
En 2010, le climat de la commune est de type climat océanique dégradé des plaines du Centre et du Nord, selon une étude du CNRS s'appuyant sur une série de données couvrant la période 1971-2000. En 2020, Météo-France publie une typologie des climats de la France métropolitaine dans laquelle la commune est exposée à un climat océanique et est dans la région climatique Nord-est du bassin Parisien, caractérisée par un ensoleillement médiocre, une pluviométrie moyenne régulièrement répartie au cours de l’année et un hiver froid (3 °C).
Pour la période 1971-2000, la température annuelle moyenne est de 10,3 °C, avec une amplitude thermique annuelle de 14,8 °C. Le cumul annuel moyen de précipitations est de 726 mm, avec 12,8 jours de précipitations en janvier et 8,9 jours en juillet. Pour la période 1991-2020, la température moyenne annuelle observée sur la station météorologique la plus proche, située sur la commune de Wancourt à 6 km à vol d'oiseau, est de 10,8 °C et le cumul annuel moyen de précipitations est de 711,4 mm,. Pour l'avenir, les paramètres climatiques de la commune estimés pour 2050 selon différents scénarios d'émission de gaz à effet de serre sont consultables sur un site dédié publié par Météo-France en novembre 2022.

### Milieux naturels et biodiversité

#### Zones naturelles d'intérêt écologique, faunistique et floristique
L’inventaire des zones naturelles d'intérêt écologique, faunistique et floristique (ZNIEFF) a pour objectif de réaliser une couverture des zones les plus intéressantes sur le plan écologique, essentiellement dans la perspective d’améliorer la connaissance du patrimoine naturel national et de fournir aux différents décideurs un outil d’aide à la prise en compte de l’environnement dans l’aménagement du territoire.
Le territoire communal comprend une ZNIEFF de type 1 : les marais de Biache-St-Vaast à Saint-Laurent-Blangy, d’une superficie de 601 ha. Cet ensemble de marais s’inscrit dans le système alluvial de la moyenne vallée de la Scarpe, base fondatrice de la trame verte et bleue. Aménagé pour diverses activités humaines (accueil du public, pêche, loisirs…), il constitue néanmoins un cœur de nature sur le plan de la biodiversité.
et une ZNIEFF de type 2 : la vallée de la Scarpe entre Arras et Vitry-en-Artois, d’une superficie de 1 632 ha et d'une altitude variant de 43  à   62 mètres. Sur ce site alluvial inondable plus ou moins tourbeux on y trouve des sites remarquables : le marais de Vitry en Artois, le marais du pont à Rœux et le secteur des anciennes tourbières de Plouvain et Biache-Saint-Vaast.

Carte des ZNIEFF de type 1 et 2 sur la commune
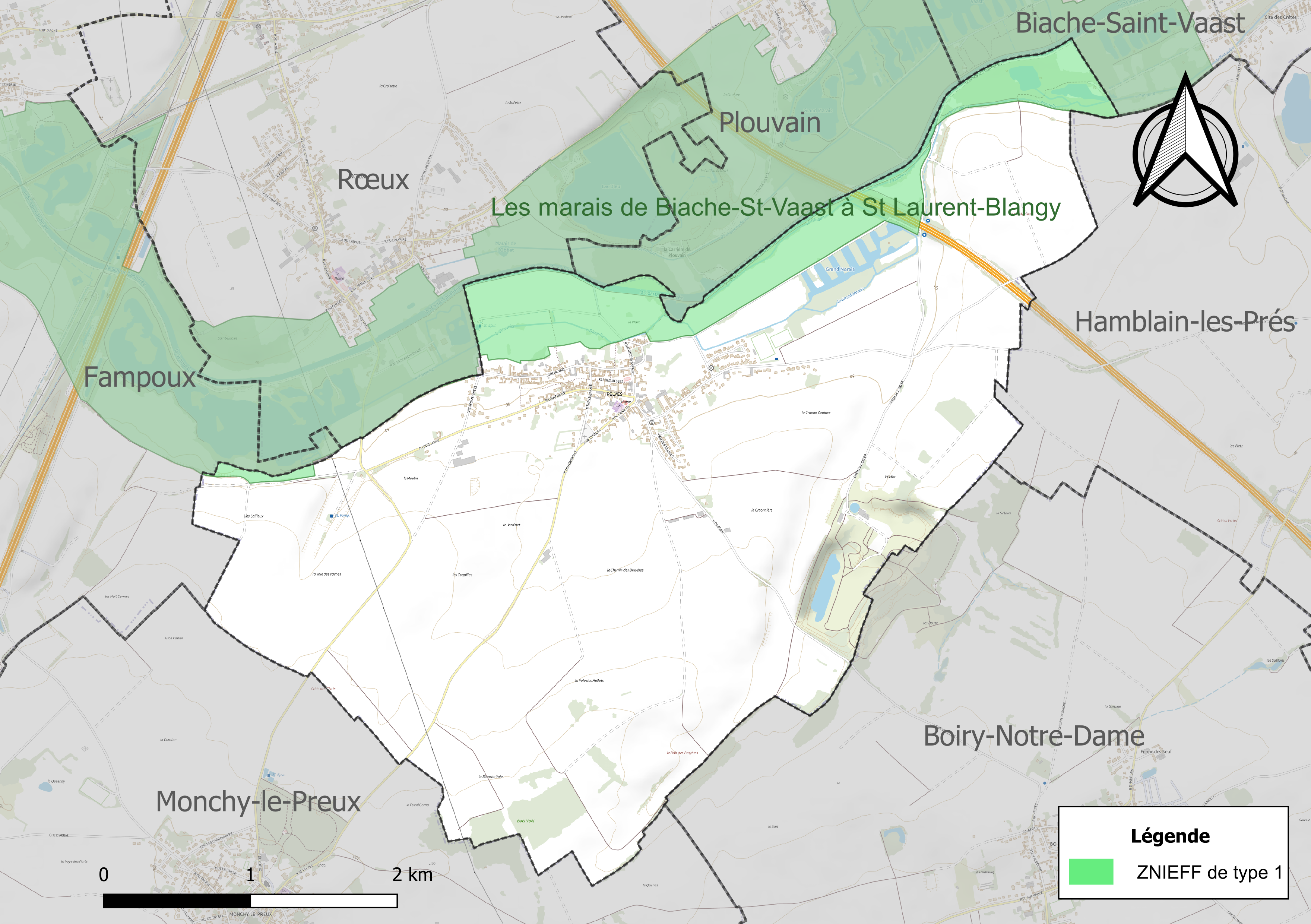
Carte de la ZNIEFF de type 1 sur la commune.
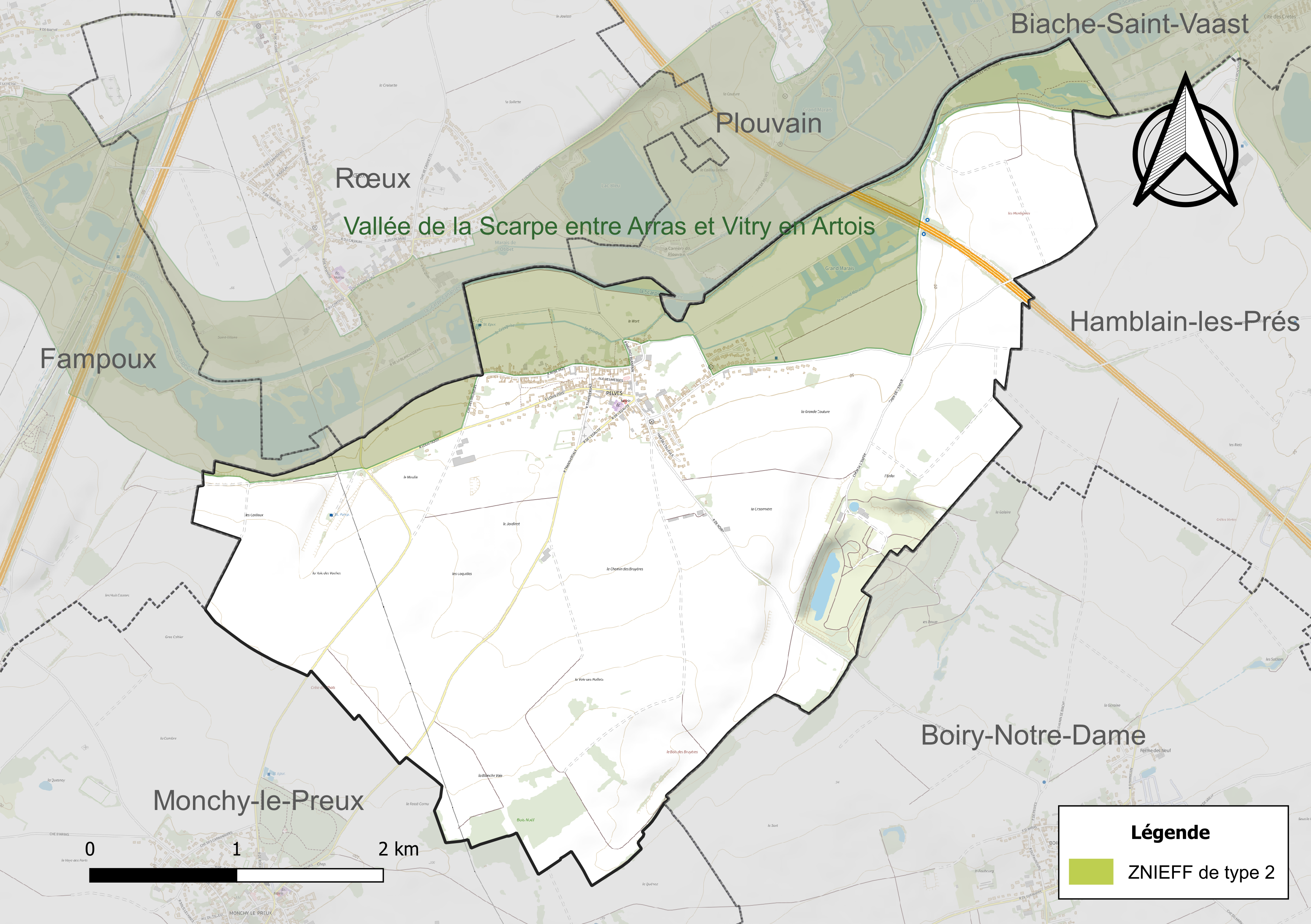
Carte de la ZNIEFF de type 2 sur la commune.

#### Espèces faunistiques et floristiques
L’Inventaire national du patrimoine naturel (INPN) recense plusieurs espèces faunistiques et floristiques sur le territoire de la commune dont certaines sont protégées et d’autres menacées et quasi-menacées.

## Urbanisme

### Typologie
Au 1er janvier 2024, Pelves est catégorisée ceinture urbaine, selon la nouvelle grille communale de densité à sept niveaux définie par l'Insee en 2022.
Elle appartient à l'unité urbaine de Rœux, une agglomération intra-départementale regroupant deux  communes, dont elle est une commune de la banlieue,,. Par ailleurs la commune fait partie de l'aire d'attraction d'Arras, dont elle est une commune de la couronne,. Cette aire, qui regroupe 163 communes, est catégorisée dans les aires de 50 000 à moins de 200 000 habitants,.

### Occupation des sols
L'occupation des sols de la commune, telle qu'elle ressort de la base de données européenne d’occupation biophysique des sols Corine Land Cover (CLC), est marquée par l'importance des territoires agricoles (88,9 % en 2018), en diminution par rapport à 1990 (90,1 %). La répartition détaillée en 2018 est la suivante : 
terres arables (73,4 %), prairies (12 %), zones urbanisées (5,3 %), mines, décharges et chantiers (3,7 %), zones agricoles hétérogènes (3,5 %), zones humides intérieures (1,2 %), forêts (0,8 %). L'évolution de l’occupation des sols de la commune et de ses infrastructures peut être observée sur les différentes représentations cartographiques du territoire : la carte de Cassini (XVIIIe siècle), la carte d'état-major (1820-1866) et les cartes ou photos aériennes de l'IGN pour la période actuelle (1950 à aujourd'hui).

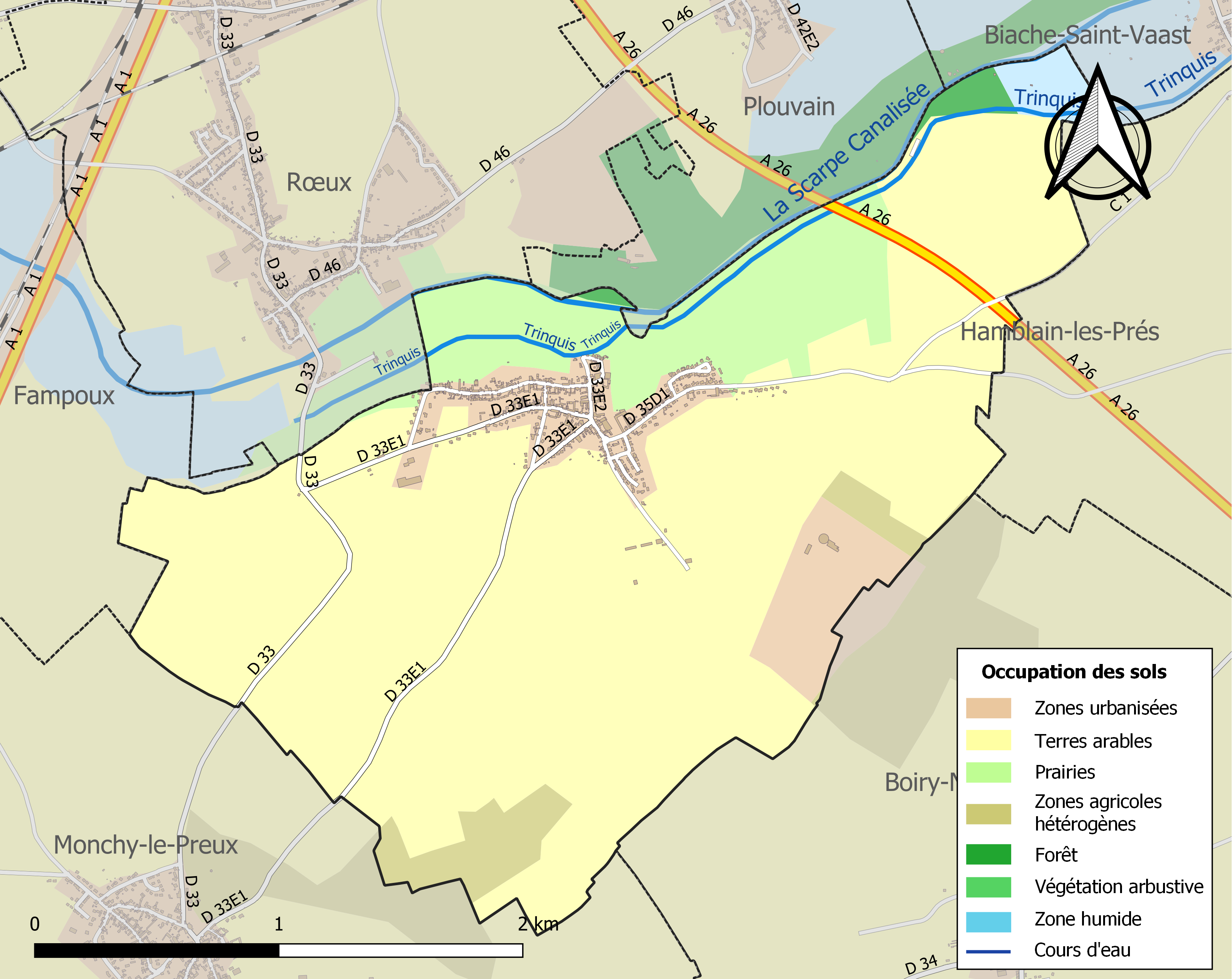
Carte des infrastructures et de l'occupation des sols de la commune en 2018 (CLC).

## Toponymie
Le nom de la localité est attesté sous les formes Pabila en 847 ; Peula en 1022 ; Pabula en 1098 ; Peule au XIIe siècle ; Pevle en 1296 ; Pevele en 1520 ; Peulles en 1525 ; Pelve en 1793 et Pelves depuis 1801.
Toponyme issu du pluriel du latin pabulum « fourrage ».

## Histoire

### Première Guerre mondiale
La commune est décorée de la croix de guerre 1914-1918 par décret du 23 septembre 1920, distinction également attribuée à 276 autres communes du Pas-de-Calais.

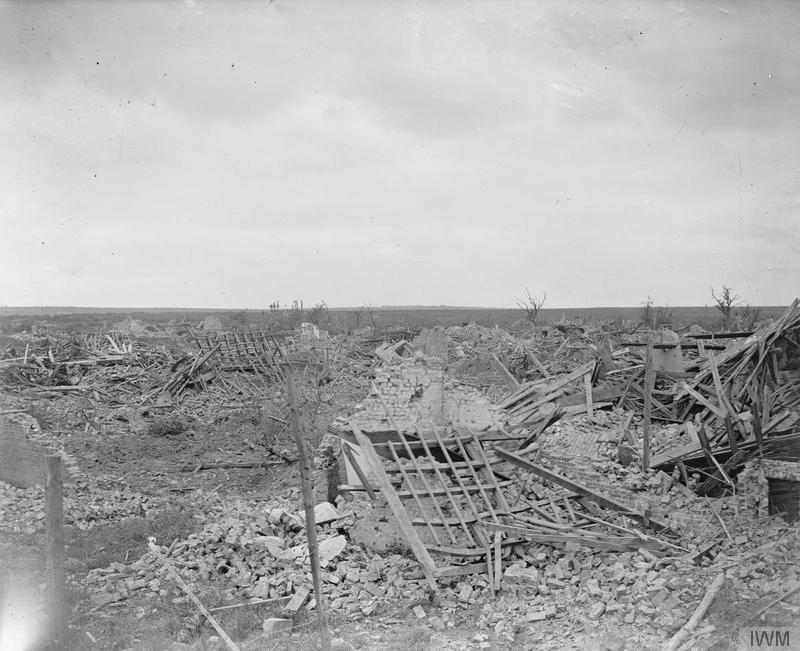
Offensive des Cent-Jours, Pelves en ruines.

## Politique et administration

### Découpage territorial
La commune se trouve dans l'arrondissement d'Arras du département du Pas-de-Calais.

#### Commune et intercommunalités
La commune est membre de la communauté de communes Osartis Marquion qui regroupe 49 communes et totalise 42 651 habitants en 2021.

#### Circonscriptions administratives
La commune est rattachée au canton de Brebières.

#### Circonscriptions électorales
Pour l'élection des députés, la commune fait partie de la première circonscription du Pas-de-Calais.

### Élections municipales et communautaires

#### Liste des maires
| Période                                  | Période                      | Identité      | Étiquette | Qualité                                             |
| ---------------------------------------- | ---------------------------- | ------------- | --------- | --------------------------------------------------- |
| Les données manquantes sont à compléter. |                              |               |           |                                                     |
| avant 1981                               | ?                            | Jean Becquet  | PCF       |                                                     |
| juin 1995                                | 2020                         | Renée Comelli |           | Employée retraitée Réélue pour le mandat 2014-2020, |
| 5 juin 2021                              | En cours (au 1er avril 2022) | André Bordas  |           | Employé de commerce Élu pour le mandat 2020-2026,   |

## Population et société

### Démographie
Les habitants sont appelés les Pelvois.

#### Évolution démographique
L'évolution du nombre d'habitants est connue à travers les recensements de la population effectués dans la commune depuis 1793. Pour les communes de moins de 10 000 habitants, une enquête de recensement portant sur toute la population est réalisée tous les cinq ans, les populations de référence des années intermédiaires étant quant à elles estimées par interpolation ou extrapolation. Pour la commune, le premier recensement exhaustif entrant dans le cadre du nouveau dispositif a été réalisé en 2008.

En 2022, la commune comptait 777 habitants, en évolution de +6,58 % par rapport à 2016 (Pas-de-Calais : −0,72 %, France hors Mayotte : +2,11 %).
| 1793 | 1800 | 1806 | 1821 | 1831 | 1836 | 1841 | 1846 | 1851 |
| ---- | ---- | ---- | ---- | ---- | ---- | ---- | ---- | ---- |
| 444  | 403  | 455  | 499  | 594  | 575  | 618  | 620  | 597  |

| 1856 | 1861 | 1866 | 1872 | 1876 | 1881 | 1886 | 1891 | 1896 |
| ---- | ---- | ---- | ---- | ---- | ---- | ---- | ---- | ---- |
| 621  | 641  | 677  | 669  | 691  | 686  | 757  | 760  | 771  |

| 1901 | 1906 | 1911 | 1921 | 1926 | 1931 | 1936 | 1946 | 1954 |
| ---- | ---- | ---- | ---- | ---- | ---- | ---- | ---- | ---- |
| 750  | 708  | 704  | 453  | 548  | 536  | 520  | 517  | 542  |

| 1962 | 1968 | 1975 | 1982 | 1990 | 1999 | 2006 | 2008 | 2013 |
| ---- | ---- | ---- | ---- | ---- | ---- | ---- | ---- | ---- |
| 554  | 573  | 607  | 653  | 785  | 716  | 718  | 718  | 720  |

| 2018 | 2022 | - | - | - | - | - | - | - |
| ---- | ---- | - | - | - | - | - | - | - |
| 751  | 777  | - | - | - | - | - | - | - |

#### Pyramide des âges
En 2018, le taux de personnes d'un âge inférieur à 30 ans s'élève à 33,9 %, soit en dessous de la moyenne départementale (36,7 %). À l'inverse, le taux de personnes d'âge supérieur à 60 ans est de 26,6 % la même année, alors qu'il est de 24,9 % au niveau départemental.
En 2018, la commune comptait 365 hommes pour 386 femmes, soit un taux de 51,40 % de femmes, légèrement inférieur au taux départemental (51,50 %).
Les pyramides des âges de la commune et du département s'établissent comme suit.
| Hommes | Classe d’âge | Femmes |
| ------ | ------------ | ------ |
| 0,3    | 90 ou +      | 0,3    |
| 4,7    | 75-89 ans    | 6,0    |
| 21,4   | 60-74 ans    | 20,7   |
| 20,5   | 45-59 ans    | 21,2   |
| 19,5   | 30-44 ans    | 17,6   |
| 15,1   | 15-29 ans    | 15,5   |
| 18,6   | 0-14 ans     | 18,7   |

| Hommes | Classe d’âge | Femmes |
| ------ | ------------ | ------ |
| 0,5    | 90 ou +      | 1,6    |
| 5,6    | 75-89 ans    | 8,9    |
| 16,7   | 60-74 ans    | 18,1   |
| 20,2   | 45-59 ans    | 19,2   |
| 18,9   | 30-44 ans    | 18,1   |
| 18,2   | 15-29 ans    | 16,2   |
| 19,9   | 0-14 ans     | 17,9   |

## Culture locale et patrimoine

### Lieux et monuments

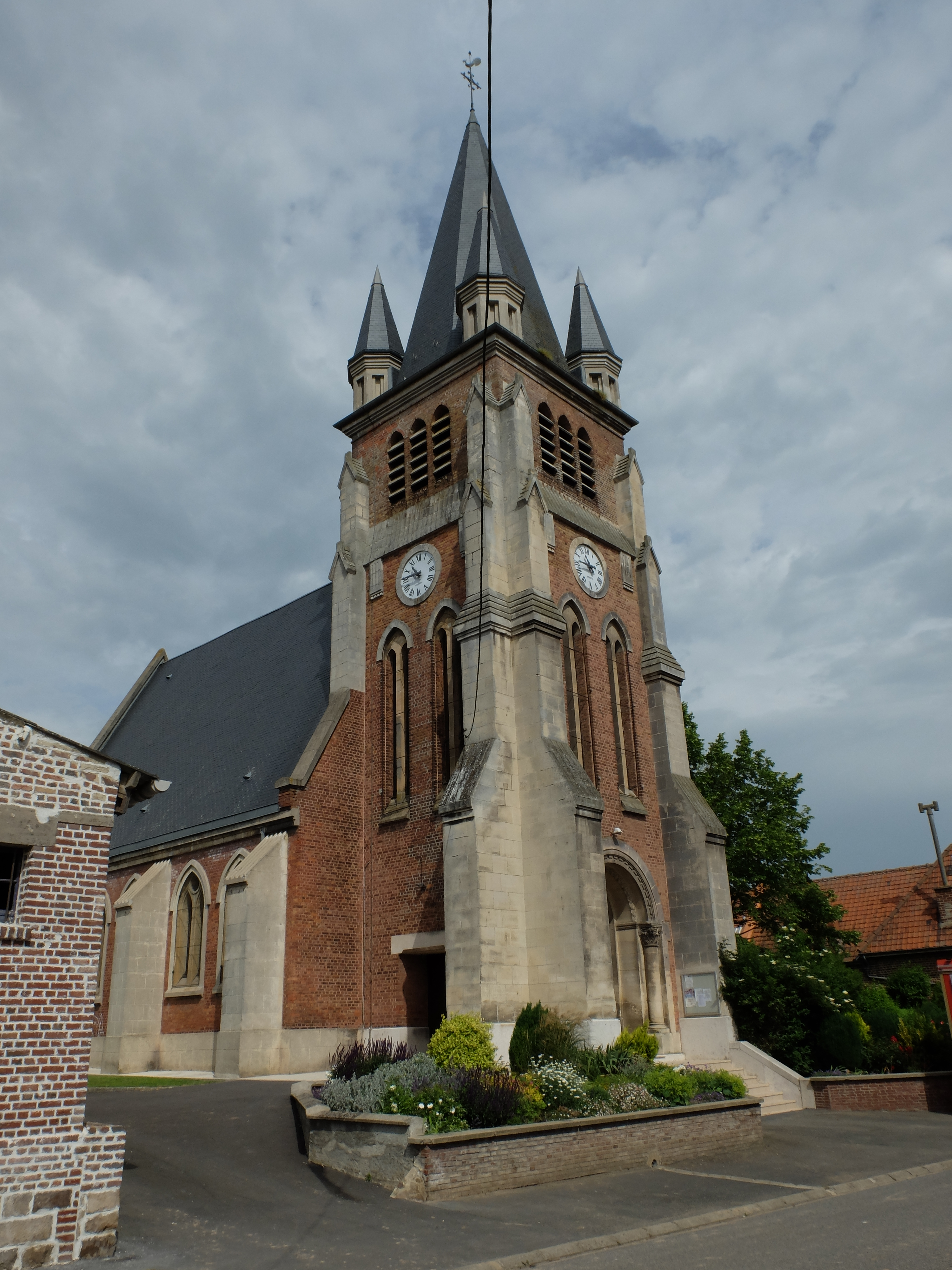
L'église.

- L'église Saint-Vaast.
- Le monument aux morts[33].

### Zone d'activités tout terrain
- Ce même terrain accueille les 6 Heures de Pelves, une course d'endurance.

### Personnalités liées à la commune
- René Vazé. Il est mort pour la France à l'âge de 24 ans, à Munich. Arrêté à son domicile à Pelves le 13 septembre 1943, il est prisonnier à Cuincy, à Bruxelles-Saint-Gilles, à Essen, à Esterwegen, à Gross-Strehlitz en Pologne, à Kaisheim, à Straubing et à Munich-Stadelheim. Condamné à mort à Munich, le 16 septembre 1944, il y est guillotiné le 28 novembre 1944. Ses cendres reposent à la crypte de Vitry-en-Artois avec d'autres résistants[34]. Sont également morts pour la France en tant que résistant pendant la Seconde Guerre mondiale :

Ludovic Payen, Jeanne Bacquet, Louis Doisy, Maurice Blanpain, François Mercier-Père, Avila Boulanger, Arthur Letombe, Louis Pannequin, Ali Landrea. Sources : Promenades pelvoises de l'association culturelle pelvoise.

### Héraldique
| Blason de Pelves | Blason  | De gueules à la bande d'or chargée de quatre lionceaux de sable, armés et lampassés de gueules, posés à plomb. Ornements extérieursCroix de guerre 1914-1918 |
| Blason de Pelves | Détails | Le statut officiel du blason reste à déterminer. |

## Pour approfondir

#### Bases de données, dictionnaires et encyclopédies
- Ressources relatives à la géographie :   - Insee (communes)
  - Ldh/EHESS/Cassini
- Ressource relative à plusieurs domaines :   - Annuaire du service public français
- Notices d'autorité :   - VIAF
  - BnF (données)
  - IdRef
  - LCCN
  - Israël
  - WorldCat